# Anton Blok (antropoloog)
Anton Blok (Amsterdam, 15 februari 1935 – Soest, 24 juni 2024) was een Nederlandse antropoloog. 

## Biografie
Blok deed onderzoek naar de Siciliaanse maffia, waarbij hij gedrag en machtsverhoudingen onderzocht in plaats van criminele en juridische aspecten. Tot zijn werken behoort The Mafia of a Sicilian village, 1860-1960. A study of violent peasant entrepreneurs (1974) en diverse artikelen over banditisme en eer en geweld. Ook deed hij archiefonderzoek naar de bokkenrijders in Limburg, wat in 1991 resulteerde in het werk De Bokkerijders : roversbenden en geheime genootschappen in de Landen van Overmaas (1730-1774).
Hij was hoogleraar aan de Katholieke Universiteit van Nijmegen (1974-1986) en de Universiteit van Amsterdam. Hij was visiting professor in Ann Arbor, Michigan (1972-1973) en de University of California (1988).
Blok was beïnvloed door de theorieën van Norbert Elias (civilisatietheorie) en Clifford Geertz (rituelen en symbolen).
In 2013 verscheen De vernieuwers, waarin Blok analyseerde wat negentig wetenschappers en kunstenaars uit de periode 1500-2000 bracht tot hun prestaties.

## Interview
- Thijl Sunier en Oskar Verkaaik, 'Serendipity and the Art of Fieldwork; Interview with Anton Blok', In: Dutch Masters, themanummer Etnofoor 18(2), 2005, p. 105-123

- Bibliothèque nationale de France: cb131815481 (data)
- Gemeinsame Normdatei: 1058150243
- International Standard Name Identifier: 0000 0001 2030 5424
- Library of Congress Control Number: n50016683
- Nationale Bibliotheek van Tsjechië: mub2011646550
- Nationale Bibliotheek van Israël: 987007463306605171
- Nederlandse Thesaurus van Auteursnamen: 067522750
- Système universitaire de documentation: 035322527
- Virtual International Authority File: 91263090
- WorldCat: E39PBJwdcBg48b3hBX4TWcDpfq